# Team HTC-High Road

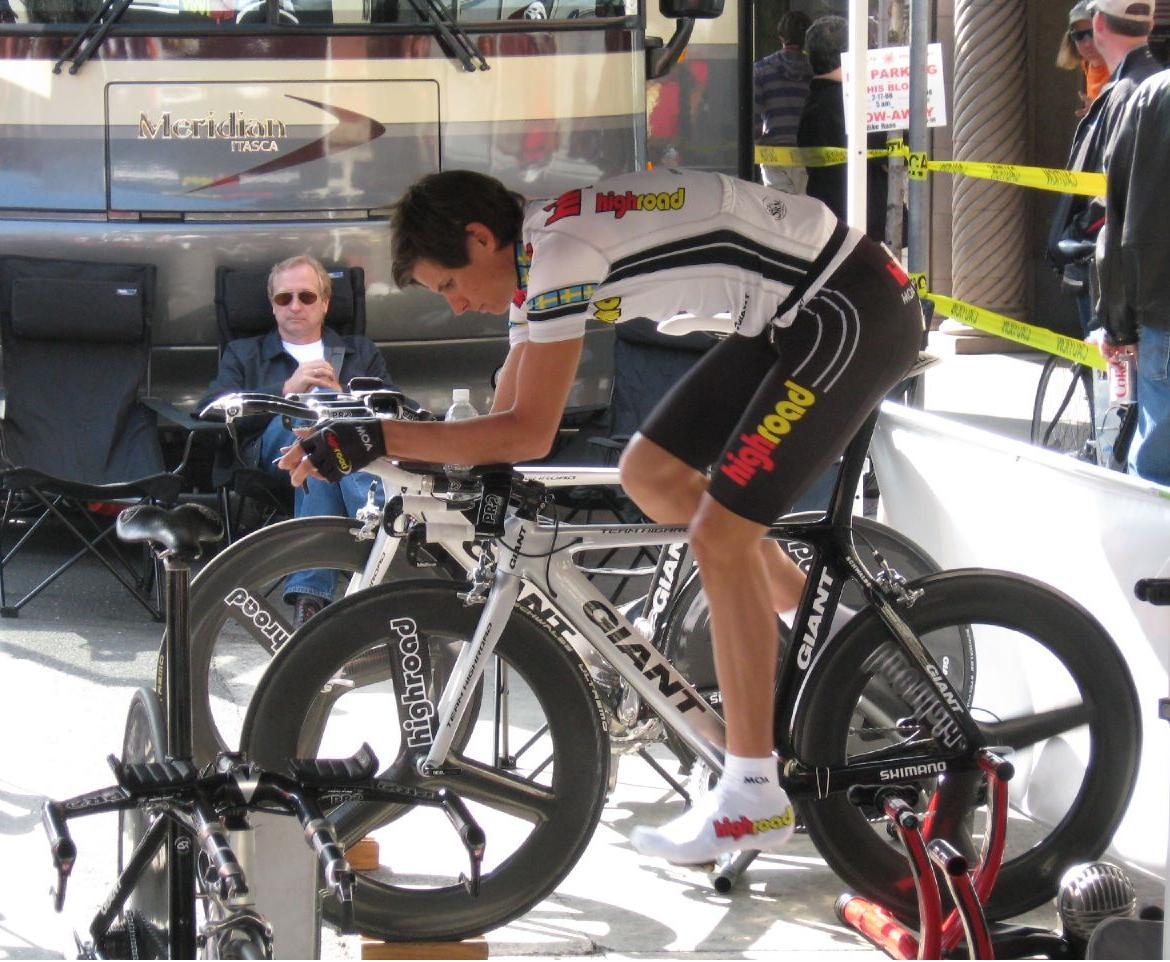
Thomas Lövkvist, ciclista suec del Team High Road,
escalfant pel pròleg de la Volta a Califòrnia del 2008

El Team HTC-Highroad (codi UCI: THR) va ser un equip ciclista professional estatunidenc continuador del Team Deutsche Telekom alemany. L'equip prenia part en moltes curses ciclistes, com el Tour de França, el Giro d'Itàlia o la Volta a Espanya. Des del 2005, era un dels equips fundadors de l'UCI ProTour. L'equip va desaparèixer el 2011 per falta de patrocinador.
L'equip va ser fundat el 1989 com Stuttgart-Merckx, passant dos anys després a ser conegut com a Team Telekom, patrocinat pel parent corporatiu de T-Mobile, Deutsche Telekom. Tenia vint-i-cinc ciclistes, nou fisioterapeutes, nou mecànics i operaris de manteniment. L'equip era dirigit per Bob Stapleton i Rolf Aldag, tenia a Luuc Eisenga com a portaveu, i els seus directors esportius eren Valerio Piva, Allan Peiper i Jens Zemke.

## Història
Poc després del 1991, es va convertir en una presència important dins el pilot internacional. El 1994, Erik Zabel va guanyar la París-Tours, primera victòria de l'equip en la Copa del Món de ciclisme. El 1995, el mateix Zabel va guanyar les primeres etapes de l'equip al Tour de França, competició que l'equip guanyaria el 1996 i el 1997 amb Bjarne Riis i Jan Ullrich. El 1998, Zabel va guanyar la Milà-San Remo.
L'equip va guanyar la Volta a Espanya el 1999 amb Jan Ullrich, però l'any 2000 fou encara millor. L'equip va aconseguir un triplet històric a la prova en ruta dels Jocs Olímpics: Jan Ullrich guanyà l'or, Aleksandr Vinokúrov la plata i Andreas Klöden el bronze; a la prova contrarellotge, Ullrich aconseguí també la plata. A més, l'equip va guanyar la Copa del Món amb Erik Zabel, que aconseguí una altra Milà-San Remo i la victòria a l'Amstel Gold Race, i Andreas Klöden guanyà la París-Niça. El 2001, l'equip només va aconseguir un campionat del món contrarellotge (Jan Ullrich), i algunes victòries d'etapa. El 2002, Aleksandr Vinokúrov guanyà la París-Niça. El 2003, guanyà de nou la París-Niça i l'Amstel Gold Race, així com el Tour de Suisse, mentre que Erik Zabel guanyà la París-Tours per segona vegada i Daniele Nardello aconseguia la victòria al GP de Zuric.
Amb el canvi de nom a T-Mobile la temporada 2004 començà a usar bicicletes Giant. El 2005, va guanyar la París-Tours i la Lieja-Bastogne-Lieja, a més de 3 etapes i la classificació per equips al Tour de França.
L'any 2006 va començar amb dues victòries de l'esprintador Olaf Pollack al Tour de Califòrnia, però l'equip passà una mala ratxa sense victòries. Tanmateix, els seus ciclistes foren molt ofensius en totes les curses, en especial a les clàssiques de primavera com l'Amstel Gold Race, on Steffen Wesemann va ser segon, o les clàssiques de les Ardenes, on Patrik Sinkewitz va estar entre els primers en totes tres curses.
Després que el capità Jan Ullrich, que havia guanyat una etapa al Giro i la general de la Volta a Suïssa, estigués involucrat en una trama de dopatge (l'Operació Port) juntament amb altres corredors, l'equip el va suspendre a ell, al seu preparador Rudy Pevenage i al també ciclista Óscar Sevilla. Això va fer que l'equip anés al Tour de França sense el que havia de ser el capità, però tanmateix feu una bona actuació amb dues victòries d'etapa, una per a Matthias Kessler i l'altra per a Serhí Hontxar, que a més aconseguí portar el mallot groc.
Hi ha una pel·lícula anomenada Hell on Wheels (L'Infern sobre Rodes) que descriu el Tour del Centenari des de la perspectiva de l'aleshores Team Telekom.
El 2008, amb la sortida de Deutsche Telekom del patrocini, l'equip es passà a anomenar-se Team High Road, nom de l'entitat que el gestionava. El juny de 2008, Columbia Sportswear anunciava un patrocini de tres anys de l'equip i que aquest començava amb el Tour de França de 2008. L'any següent va entrar com a patrocinador principal la companyia HTC. Però a l'agost de 2011, Bob Stapleton va anunciar la desaparició de l'equip per la següent temporada per falta de nous patrocinadors.

## Principal Palmarès

### Clàssiques
- París-Tours. 1993, 2003, 2005 (Erik Zabel)
- Clàssica de Sant Sebastià. 1996 (Udo Bölts)
- Amstel Gold Race. 1997 (Bjarne Riis), 2000 (Erik Zabel), 2003 (Aleksandr Vinokúrov)
- Milà-Sanremo. 1997, 1998, 2000, 2001 (Erik Zabel), 2009, 2001 (Mark Cavendish), 2011 (Matthew Goss)
- HEW Cyclassics. 1997 (Jan Ullrich), 2001 (Erik Zabel)
- Campionat de Zuric. 2003 (Daniele Nardello)
- Tour de Flandes. 2004 (Steffen Wesemann)
- Lieja-Bastogne-Lieja. 2005 (Aleksandr Vinokúrov)
- Fletxa Valona. 2008 (Kim Kirchen)
- Gant-Wevelgem. 2009 (Edvald Boasson Hagen), 2010 (Bernhard Eisel)
- GP Ouest France-Plouay. 2010 (Matthew Goss)
- París-Niça. 2011 (Tony Martin)

### Grans Voltes
- Tour de França
  - 20 participacions (1992, 1993, 1994, 1995, 1996, 1997, 1998, 1999, 2000, 2001, 2002, 2003, 2004, 2005, 2006, 2007, 2008, 2009, 2010, 2011)
  - 60 victòries d'etapa
    - 1 el 1993: Olaf Ludwig
    - 2 el 1995: Erik Zabel (2)
    - 5 el 1996: Erik Zabel (2), Bjarne Riis (2), Jan Ullrich
    - 5 el 1997: Erik Zabel (3), Jan Ullrich (2)
    - 4 el 1998: Jens Heppner, Jan Ullrich (3)
    - 1 el 1999: Giuseppe Guerini
    - 1 el 2000: Erik Zabel
    - 3 el 2001: Erik Zabel (3)
    - 1 el 2002: Erik Zabel
    - 1 el 2003: Aleksandr Vinokúrov
    - 3 el 2005: Aleksandr Vinokúrov (2), Giuseppe Guerini
    - 3 el 2006: Matthias Kessler, Serhí Hontxar (2)
    - 2 el 2007: Linus Gerdemann, Kim Kirchen
    - 6 el 2008: Mark Cavendish (4), Kim Kirchen, Marcus Burghardt
    - 6 el 2009: Mark Cavendish (6)
    - 5 el 2010: Mark Cavendish (5)
    - 6 el 2009: Mark Cavendish (5), Tony Martin

  -  2 victòries finals
    - 1996: Bjarne Riis
    - 1997: Jan Ullrich

  - 14 classificacions secundàries
    -  Classificació per equips: 1997, 2004, 2005, 2006
    -  Classificació dels joves: Jan Ullrich 1996, 1997, 1998)
    -  Classificació per punts: Erik Zabel (1996, 1997, 1998, 1999, 2000, 2001) Mark Cavendish (2011)

- Giro d'Itàlia
  - 12 participacions (1992, 1993, 1995, 2001, 2002, 2005, 2006, 2007, 2008, 2009, 2010, 2011)
  - 18 victòries d'etapa
    - 1 el 1992: Udo Bölts
    - 1 el 2001: Danilo Hondo
    - 1 el 2006: Jan Ullrich
    - 4 el 2008: Mark Cavendish (2), André Greipel, Marco Pinotti
    - 6 el 2009: Mark Cavendish (3), Kanstantsín Siutsou, Edvald Boasson Hagen, CRE
    - 2 el 2010: Matthew Goss, André Greipel
    - 3 el 2011: Mark Cavendish (2), CRE

- Volta a Espanya
  - 17 participacions (1990, 1991, 1995, 1996, 1998, 1999, 2000, 2001, 2002, 2003, 2004, 2005, 2006, 2007, 2009, 2010, 2011)
  - 25 victòries d'etapa
    - 2 el 1990: Erwin Nijboer, Bernd Gröne
    - 2 el 1995: Bert Dietz, Christian Henn
    - 1 el 1998: Giovanni Lombardi
    - 2 el 1999: Jan Ullrich (2)
    - 1 el 2000: Aleksandr Vinokúrov
    - 3 el 2001: Erik Zabel (3)
    - 2 el 2003: Erik Zabel (2)
    - 1 el 2007: Bert Grabsch
    - 5 el 2009: André Greipel (4), Gregory Henderson
    - 5 el 2010: Mark Cavendish (3), Peter Velits, CRE
    - 2 el 2011: Tony Martin, Michael Albasini

  -  1 victòria final
    - 1999: Jan Ullrich

  - 5 classificacions secundàries
    -  Classificació per punts: Erik Zabel (2002, 2003, 2004), André Greipel (2009), Mark Cavendish (2010)

### Campionats nacionals
- : Campionat d'Alemanya en ruta: (13) 1990, 1995 i 1999 (Udo Bölts), 1993 (Bernd Gröne), 1994 (Jens Heppner), 1996 (Christian Henn), 1997, 2001 (Jan Ullrich), 1998, 2003 (Erik Zabel), 2000 (Rolf Aldag), 2002 (Danilo Hondo), 2004 (Andreas Klöden)
- : Campionat d'Alemanya en contrarellotge: (8) 1994 (Jens Lehmann), 1995 (Jan Ullrich), 2007, 2008, 2009, 2011 (Bert Grabsch), 2010 (Tony Martin)
- : Campionat de Suècia en ruta: (1) 1996 (Michael Andersson)
- : Campionat de Suècia en contrarellotge: (1) 1996 (Michael Andersson)
- : Campionat de Dinamarca en ruta: (1) 1996 (Bjarne Riis)
- : Campionat de Dinamarca en contrarellotge: (1) 1996 (Bjarne Riis)
- : Campionat d'Àustria en ruta: (2) 1996 (Georg Totschnig), 2006 (Bernhard Kohl)
- : Campionat d'Àustria en contrarellotge: (1) 1996 (Georg Totschnig)
- : Campionat del Kazakhstan en ruta: (2) 2001 (Andrei Mizúrov), 2005 (Aleksandr Vinokúrov)
- : Campionat de Rússia en ruta: (1) 2005 (Serguei Ivanov)
- : Campionat de Luxemburg en ruta: (1) 2006 (Kim Kirchen)
- : Campionat de Luxemburg en contrarellotge: (2) 2008, 2009 (Kim Kirchen)
- : Campionat d'Itàlia en contrarellotge: (4) 2006, 2008, 2009, 2010 (Marco Pinotti)
- : Campionat d'Austràlia en contrarellotge: (2) 2008 (Adam Hansen), 2009 (Michael Rogers)
- : Campionat de Bèlgica en contrarellotge: (2) 2009 (Maxime Monfort)
- : Campionat de Belarús en contrarellotge: (2) 2011 (Kanstantsín Siutsou)
- : Campionat dels Estats Units d'Amèrica en ruta: (1) 2009 (George Hincapie)
- : Campionat d'Irlanda en ruta: (1) 2011 (Matthew Brammeier)
- : Campionat d'Irlanda en contrarellotge: (1) 2011 (Matthew Brammeier)
- : Campionat de Letònia en ruta: (1) 2010 (Aleksejs Saramotins)
- : Campionat de Letònia en contrarellotge: (1) 2011 (Gatis Smukulis)
- : Campionat de Noruega en contrarellotge: (2) 2008, 2009 (Edvald Boasson Hagen)
- : Campionat de Nova Zelanda en ruta: (1) 2011 (Hayden Roulston)
- : Campionat de la República Txeca en contrarellotge: (2) 2008, 2010 (František Raboň)
- : Campionat d'Eslovàquia en contrarellotge: (1) 2010 (Martin Velits)

- Campionat del Món de ciclisme en contrarellotge: 1999 i 2001 (Jan Ullrich)

## Classificacions UCI
Fins al 1998 els equips ciclistes es trobaven classificats dins l'UCI en una única categoria. El 1999 la classificació UCI per equips es dividí entre GSI, GSII i GSIII. D'acord amb aquesta classificació els Grups Esportius I són la primera categoria dels equips ciclistes professionals. La següent classificació estableix la posició de l'equip en finalitzar la temporada.
| Temporada | Classificació per equips | Millor ciclista en la classificació individual |
| --------- | ------------------------ | ---------------------------------------------- |
| 1995      | 12è                      | Erik Zabel (40è)                               |
| 1996      | 4t                       | Bjarne Riis (3r)                               |
| 1997      | 3r                       | Jan Ullrich (2n)                               |
| 1998      | 9è                       | Jan Ullrich (12è)                              |
| 1999      | 5è                       | Jan Ullrich (9è)                               |
| 2000      | 2n                       | Erik Zabel (2n)                                |
| 2001      | 2n                       | Erik Zabel (1r)                                |
| 2002      | 12è                      | Erik Zabel (1r)                                |
| 2003      | 3r                       | Erik Zabel (2n)                                |
| 2004      | 1r                       | Erik Zabel (3r)                                |

UCI ProTour
| Temporada | Classificació per equips | Millor ciclista en la classificació individual |
| --------- | ------------------------ | ---------------------------------------------- |
| 2005      | 14è                      | Jan Ullrich (4t)                               |
| 2006      | 8è                       | Patrik Sinkewitz (24è)                         |
| 2007      | 13è                      | Kim Kirchen (8è)                               |
| 2008      | 9è                       | André Greipel (5è)                             |

Calendari mundial UCI
| Temporada | Classificació per equips | Millor ciclista en la classificació individual |
| --------- | ------------------------ | ---------------------------------------------- |
| 2009      | 3r                       | Edvald Boasson Hagen (6è)                      |
| 2010      | 5è                       | André Greipel (20è)                            |

UCI World Tour
| Temporada | Classificació per equips | Millor ciclista en la classificació individual |
| --------- | ------------------------ | ---------------------------------------------- |
| 2011      | 4t                       | Tony Martin (5è)                               |

El 2005, l'equip també participà en alguna prova de l'UCI Europa Tour.
UCI Europa Tour
| Temporada | Classificació per equips | Millor ciclista en la classificació individual |
| --------- | ------------------------ | ---------------------------------------------- |
| 2005      | 101è                     | Carlo Westphal (525è)                          |